# Capricci (film 1942)
Capricci (Caprices) è un film del 1942 diretto da Léo Joannon.